# 君津市立周西小学校
君津市立周西小学校（きみつしりつ すさいしょうがっこう）は、千葉県君津市中野にある公立小学校。

## 沿革
- 1873年（明治6年） - 中野地内長安寺（北緯35度19分44.8秒 東経139度53分48秒 / 北緯35.329111度 東経139.89667度）に中野小学校設置。
- 1898年（明治31年） - 中野小学校と坂田小学校を合併、周西尋常小学校設置。創立記念日は6月27日。
- 1907年（明治40年） - 新校舎落成。
- 1941年（昭和16年）4月1日 - 学校令改正により周西国民学校に改称。
- 1947年（昭和22年）4月1日 - 学校令改正により君津町立周西小学校に改称。
- 1954年（昭和29年）9月 - 校章・校歌制定[2]。
- 1968年（昭和43年）4月1日 - 君津町立大和田小学校が分離。
- 1971年（昭和46年）9月1日 - 君津市市制施行により、君津市立周西小学校に改称。
- 1974年（昭和49年） - 校舎を現在地に移築。
- 1998年（平成10年） - 100周年記念式典挙行。

## 学区
- 中野 全域
- 久保 全域
- 北久保 全域
- 南久保 全域
- 陽光台 全域
- 台 全域
- 高坂 全域
- 中富 870〜1045番
- 大和田 4丁目・5丁目
- 人見 1710〜1712番、人見2丁目1番3号

## 進学先中学校
- 君津市立周西南中学校[3]

同名を冠する君津市立周西中学校は進学先ではない。

## 交通
- JR内房線君津駅より徒歩12分[4]

## 周辺
- 小糸川
- 大野原公園